# Calabroraphidia renate
Calabroraphidia renate är en halssländeart som beskrevs av Rausch et al. 2004. Calabroraphidia renate ingår i släktet Calabroraphidia och familjen ormhalssländor. Inga underarter finns listade i Catalogue of Life.